# Île des Mirages
Die Île des Mirage, auch bekannt als Mirage Island (von französisch und englisch mirage ‚Luftspiegelung, Täuschung, Wahn‘), ist eine felsige und 400 m lange Insel vor der Küste des ostantarktischen Adélielands. Sie liegt 500 m westlich des Kap Mousse am nordwestlichen Ende der Gruppe der Curzon-Inseln. 
Teilnehmer einer von 1949 bis 1951 dauernden französischen Antarktisexpedition nahmen 1950 eine Kartierung vor und benannten die Insel nach den hier vorgeblich beobachteten Luftspiegelungen.